# ISO 3166-2:CG
ISO 3166-2:CG è uno standard ISO che definisce i codici geografici delle suddivisioni della Repubblica del Congo; è un sottogruppo dello standard ISO 3166-2.
I codici sono assegnati ai 10 dipartimenti del paese e alla capitale Brazzaville, e sono formati da CG- (sigla ISO 3166-1 alpha-2 dello Stato), seguito da un numero (per le regioni) o da tre lettere (per la capitale).

## Codici
| Codice | Dipartimento  |
| ------ | ------------- |
| CG-BZV | Brazzaville   |
| CG-11  | Bouenza       |
| CG-8   | Cuvette       |
| CG-15  | Cuvette-Ovest |
| CG-5   | Kouilou       |
| CG-2   | Lékoumou      |
| CG-7   | Likouala      |
| CG-9   | Niari         |
| CG-14  | Altopiani     |
| CG-12  | Pool          |
| CG-13  | Sangha        |